# Райс-Лейк (містечко, Вісконсин)
Райс-Лейк (англ. Rice Lake) — місто (англ. town) в США, в окрузі Беррон штату Вісконсин. Населення — 2813 особи (2020).

## Демографія
Згідно з переписом 2010 року, у місті мешкала 3041 особа в 1232 домогосподарствах у складі 902 родин. Було 1330 помешкань
Расовий склад населення:
| - 96,7 % — білих - 0,5 % — азіатів - 0,3 % — корінних американців - 0,3 % — чорних або афроамериканців |

До двох чи більше рас належало 1,3 %. Частка іспаномовних становила 2,9 % від усіх жителів.
За віковим діапазоном населення розподілялося таким чином: 23,2 % — особи молодші 18 років, 61,3 % — особи у віці 18—64 років, 15,5 % — особи у віці 65 років та старші. Медіана віку мешканця становила 43,8 року. На 100 осіб жіночої статі у місті припадало 99,4 чоловіків;  на 100 жінок у віці від 18 років та старших — 100,6 чоловіків також старших 18 років.
Середній дохід на одне домашнє господарство  становив 88 195 доларів США (медіана — 66 422), а середній дохід на одну сім'ю — 105 869 доларів (медіана — 79 632). Медіана доходів становила 51 563 долари для чоловіків та 40 647 доларів для жінок. За межею бідності перебувало 11,0 % осіб, у тому числі 11,2 % дітей у віці до 18 років та 1,7 % осіб у віці 65 років та старших.
Цивільне працевлаштоване населення становило 1603 особи. Основні галузі зайнятості: освіта, охорона здоров'я та соціальна допомога — 25,8 %, виробництво — 16,2 %, фінанси, страхування та нерухомість — 9,8 %, публічна адміністрація — 7,5 %.